# أسد الأرض العذقي
أسد الأرض العذقي أو أسد الأرض أو خامالاون أسود (الاسم العلمي: Cardopatium corymbosum) هو نبات عشبي بري من الشوكيات وفصيلة النجمية. ينبت في الأراضي المذحاة والبور. تأكل بزوره العصافير.